# Гу та наш нарід

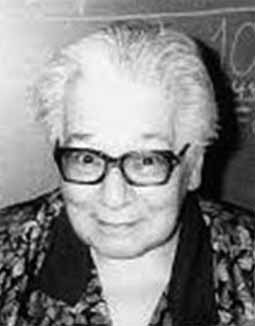
Магдалени Моухан Отаньо

«Gu ta gutarrak» (ісп. Gu ta gutarrak) — іспаномовне гумористичне науково-фантастичне оповідання аргентинської письменниці Магдалени Моухан Отаньо, в якому розповідається про парадоксальний висновок, якого дійшла група басків після мандрівки в часі. Володар Першої премії в Другої конвенції наукової фантастики республіки Аргентина, яка проходила в Мар-дель-Плато у липні 1968 року.
У 1970 році іспанський журнал «Nueva Dimensión» опублікував розповідь у своєму 14-му номері. Незважаючи на те, що це оповідання було представлене на попередній розгляд, проте через те, що він був належним чином затверджений, через декілька днів Трибунал публічного порядку наказав вилучити тираж цього номера, оскільки вважав, що історія Муджана Отаньо суперечила другій статті Закону про Пресу, розробленого міністром інформації та туризму Мануелем Фрагою Ірібарне. За словами спеціального прокурора, який подав скаргу, «Гу та наш нарід» ставить під загрозу єдність Іспанії. Отже, після вилучення тиража № 14, сторінки оповідання були замінені декількома коміксами від Джонні Гарта, зібраними під заголовком «Formicología», з метою продовження його продажу. Суду над новим виданням не було, але справа викликала великі суперечки в міжнародному фандомі фентезі. Через сто номерів, у липнево-серпневому (1979 рік) виданні «Nueva Dimensión», журнал знову опублікував це оповідання як нагадування про неприємний інцидент та як компенсацію за збитки автору цього твору.